# Jordi López (ciclista)
Jordi López Caravaca (Badalona, Barcelona, 14 de agosto de 1998) es un ciclista español que compite con el equipo Euskaltel-Euskadi.

## Biografía
En 2021 se convirtió en el segundo fichaje del Kern Pharma para 2021 del conjunto dirigido por Manolo Azcona y Juanjo Oroz promocionando desde el equipo amateur Lizarte. Después de 4 años en el Kern Pharma, en 2025 firmó por el Euskaltel-Euskadi.

## Palmarés
2023
- 1 etapa del Tour de Taiwán[2]

2025
- 1 etapa del Gran Premio de Fronteras y la Sierra de la Estrella

## Equipos
- Kern Pharma (stagiaire) (2020)[3]
- Kern Pharma (2021-2024)
- Euskaltel-Euskadi (2025-)